# Bolitoglossa compacta
Bolitoglossa compacta är en groddjursart som beskrevs av Wake, Brame och William Edward Duellman 1973. Bolitoglossa compacta ingår i släktet Bolitoglossa och familjen lunglösa salamandrar. IUCN kategoriserar arten globalt som starkt hotad. Inga underarter finns listade.